# Яровий Микола Прокопович
Яровий Микола Прокопович (28 жовтня 1914, Одеса — 2001) — український поет-гуморист, письменник, редактор родом з Одеси.
Народився 28 жовтня 1914 р. в м. Одесі в родині службовця. Навчався в Київському кінотехнікумі, закінчив філологічний факультет Київського державного університету ім. Т. Г. Шевченка (1951).
Учасник Другої світової війни.
Працював консультантом кабінету молодого автора Спілки письменників України, на Київській кіностудії художніх фільмів ім. О. П. Довженка. Нагороджений медалями. Член Національної спілки письменників України.

## Творчість
Автор книг гумору і сатири:
- «Одверто кажучи» (1955)
- «Бриючим польотом» (1959)
- «Дороге опудало» (1963),
- «Грації та репутації» (1975),
- «Повість про товариша Евріку» (1983)
- «Полиновий букет» (1964)
- «І кохання, і вето» (1967)
- «Гіпербола все може» (1970)
- «Веселий старт» (1979)